# Somerset Championships 1950
Die Somerset Championships 1950 im Badminton fanden vom 2. bis zum 4. Februar 1950 im englischen Bath statt.

## Die Sieger
| Disziplin    | Sieger                          |
| ------------ | ------------------------------- |
| Herreneinzel | Eddy L. Choong                  |
| Dameneinzel  | Queenie Allen                   |
| Herrendoppel | Eddy L. Choong Eddy J. Choong   |
| Damendoppel  | V. E. Duringer Queenie Allen    |
| Mixed        | Eddy L. Choong Audrey Blathwayt |